# Algodonales
Algodonales est une commune espagnole, située dans la province andalouse de Cadix. Elle est située à l'entrée nord du parc naturel de la Sierra de Grazalema, à l'extrémité nord de la province, en particulier au pied de la Sierra de Líjar, entre les rivières Guadalete et Guadalporcún, elle possède un grand marais qui borde la municipalité de Zahara de la Sierra et El Gastor. Elle fait partie de la route des villages blancs. La municipalité se limite au nord à ceux de Villamartin, Puerto Serrano et Morón de la Frontera (Séville) ; au sud, avec El Gastor ; à l'est, avec Olvera ; et à l'ouest, avec Zahara. En 2018, la municipalité comptait 5590 habitants. L'extension de surface de la commune est de 135 km2 et a une densité de 42,41 habitants/km2. Elle est située à 370 mètres d'altitude.

## Géographie

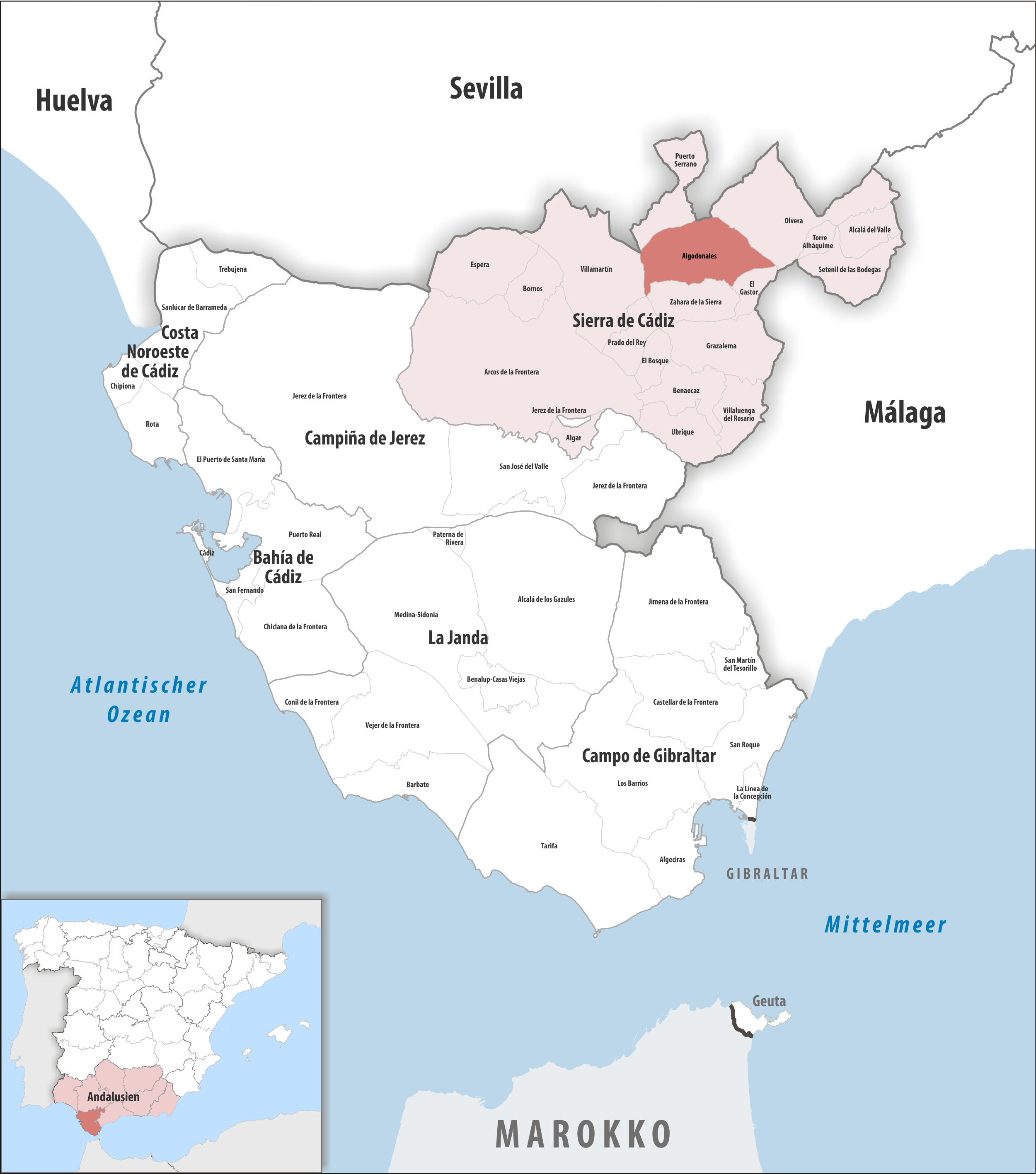
Algodonales dans la province de Cadix / en Andalousie

### Localisation
La commune d'Algodonales fait partie de la comarque de Sierra de Cadix, province de Cadix.
Jerez de la Frontera à 78 km au sud-ouest ;
Cadix à 107 km au sud-ouest ;
Malaga est à 126 km à l'est (avec un assez grand détour par le nord-est qui évite les petites routes de montagne passant entre les sommets du parc national de la Sierra de las Nieves) ; 
Gibraltar à 150 km au sud.
La pointe sud-est de la commune inclut une petite partie du réservoir de Zahara-El Gastor (es), et la moitié Est du barrage qui le ferme. Le Guadalete qui s'en écoule sert de limite de commune avec Zahara sur un peu plus de 2 km, puis ce fleuve passe franchement sur la commune d'Algodonales et la traverse en direction du nord. Sur sa section commune à Algodonales et à Zahara, le Guadalete marque aussi la limite nord du parc naturel de la Sierra de Grazalema - aucune surface de la commune ne fait partie de ce parc, pas même celle comprenant une partie du réservoir de Zahara-El Gastor qui en est lui aussi entièrement exclu.

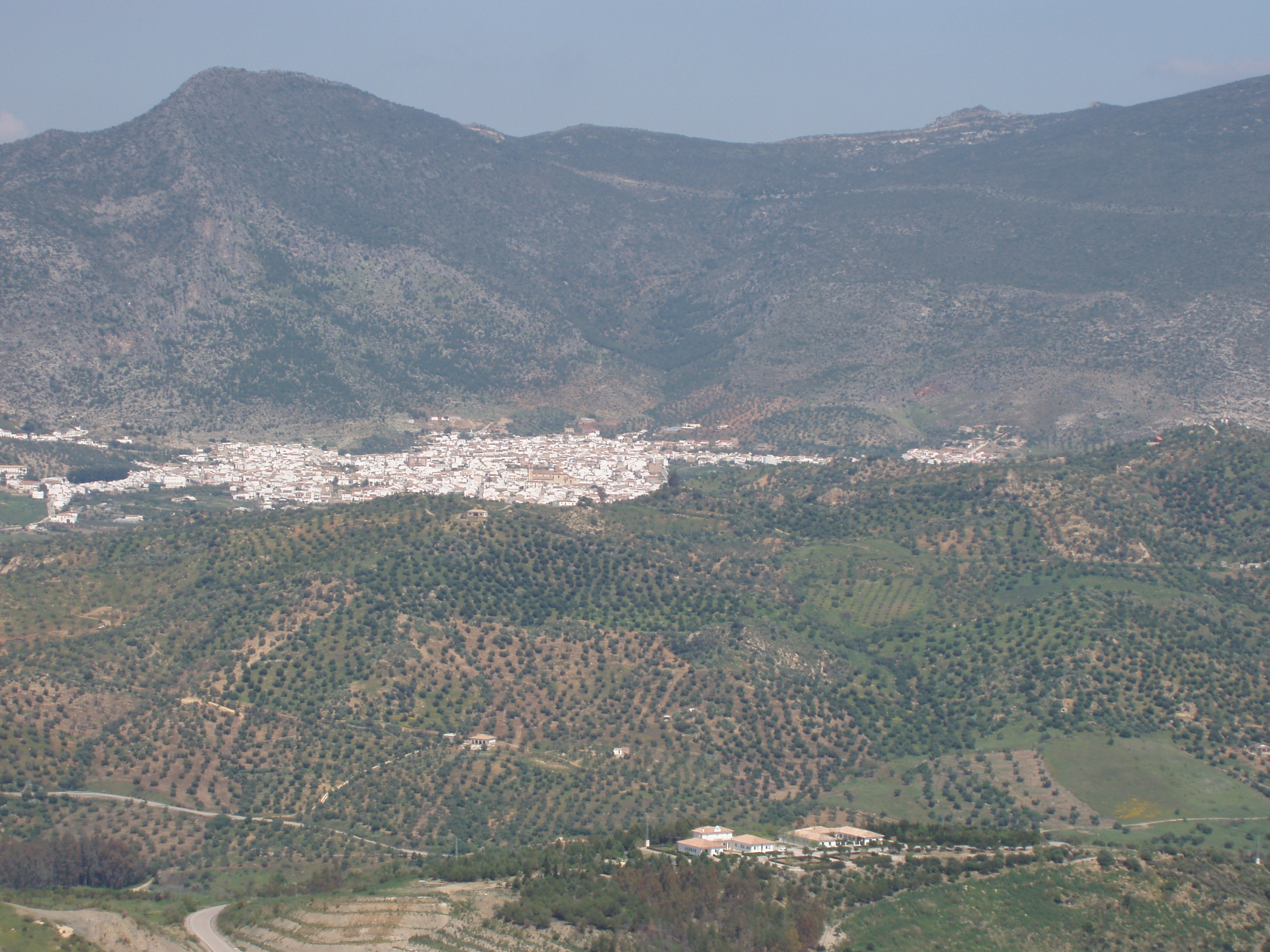
Algodonales vu depuis le château de Zahara (es) au sud
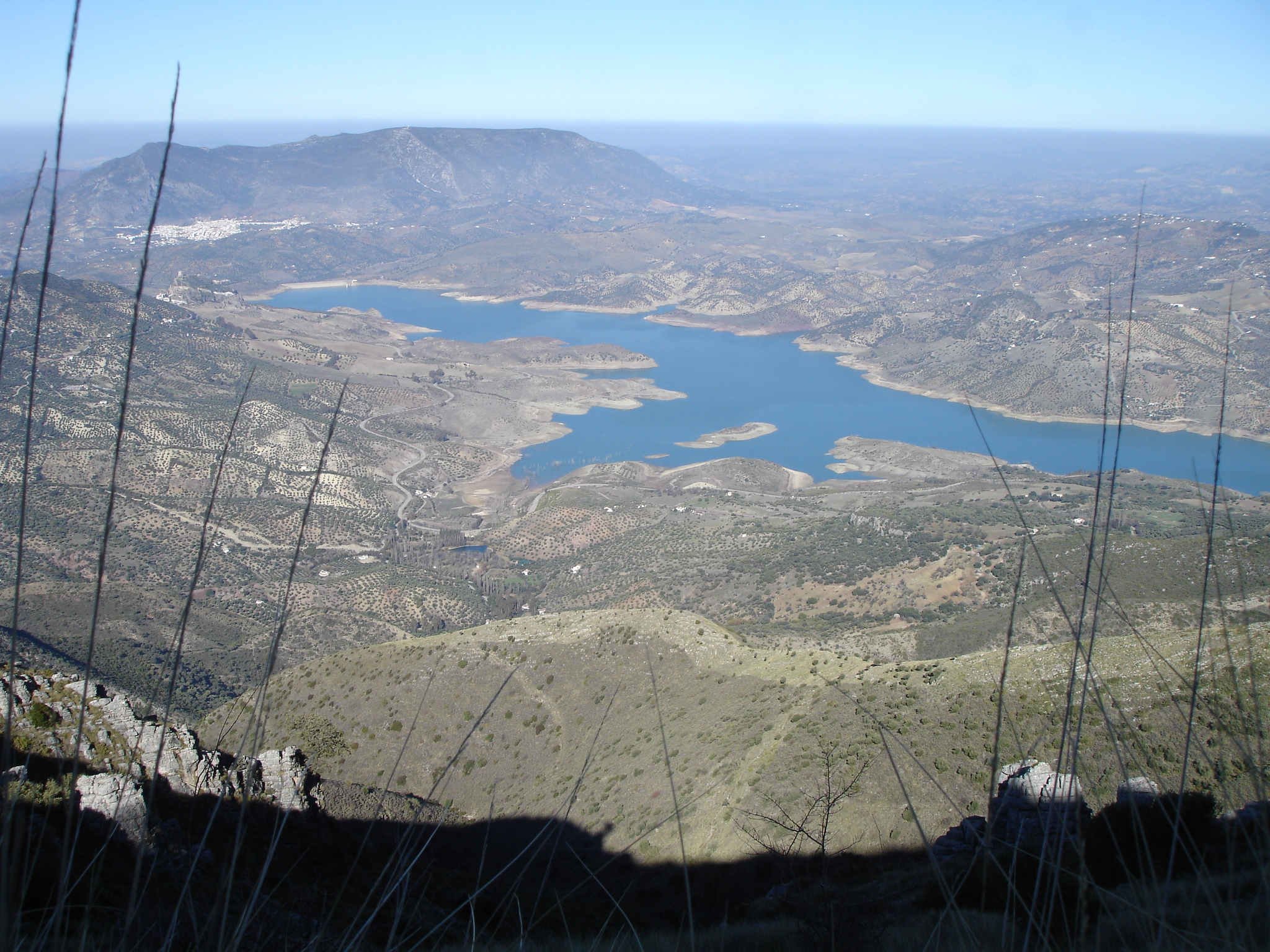
Vue vers le nord depuis le Cerro Coros : réservoir de Zahara-El Gastor (es), Algodonales au fond

## Histoire
Ses premiers établissements humains, datant du Néolithique, ont eu lieu dans les abris naturels de Cueva Santa, Chamusquina et Castillejo, auxquels il faut ajouter les fortifications ibériques ultérieures de Cerro de la Botinera.[réf. nécessaire]
L'origine de la population est liée à la politique de repeuplement des terres reconquis au début du XVIe siècle. La répartition des terres proclamée vers 1 520 par la famille ducale d'Arcos, les Ponce de León, marque l'origine de la colonisation des Algodonales. La fertilité de la terre et l'abondance de l'eau ont attiré les voisins de Zahara, pour coloniser la plaine qui s'étend au pied de la sierra de Líjar. La construction des maisons sur les terres communales a amené le Conseil de Zahara à intenter au milieu du XVIe siècle un procès avec le duc d'Arcos, seigneur de ces terres, afin que la ville mère ne soit pas dépeuplée, démolissant les maisons des colons. Malgré la dévastation continue, dès 1566 un village est établi et obtient une bulle du pape pour construire une église consacrée à Sainte-Anne. À la fin du XVIe siècle, il est un important centre de population, qui a été rebaptisé "peuple de coton".[réf. nécessaire]
En 1810, pendant la guerre d'indépendance, les troupes françaises brûlent le village, tuant près d'un dixième de sa population. Le bouclier actuel de la municipalité (une maison incendiée) reflète la tragédie subie par ses habitants dans ce conflit. Le comportement héroïque de sa population face à l'armée napoléonienne est l'argument subséquemment utilisé pour revendiquer l'indépendance du village vis-à-vis de Zahara. En 1817, le roi Ferdinand VII accorde à Algodonales le titre de ville, le rendant définitivement indépendant de Zahara de la Sierra.[réf. nécessaire]

## Administration
| Période                                  | Période | Identité | Étiquette | Qualité |
| ---------------------------------------- | ------- | -------- | --------- | ------- |
| N/A                                      | N/A     | N/A      | N/A       | Maire   |
| Les données manquantes sont à compléter. |         |          |           |         |

## Patrimoines
Église de Santa Ana
De style baroque, fondée le 6 novembre 1784, l'église paroissiale de Santa Ana préside le centre de la Villa de Algodonales. Construite sur le site de la paroisse primitive par l'architecte José Alvarez, elle possède trois vaisseaux, un transept et une tête de lit plate. Les portes principales et latérales sont l'œuvre de l'architecte renommé Antonio Matías de Figueroa. Du complexe architectural se distingue sa splendide tour, d'une hauteur considérable, composée d'une canne carrée, décorée sur sa face principale par des bords arrondis et des ouvertures encadrées d'une riche décoration de profil mixte, et sur les faces latérale et arrière par des pilastres à motifs géométriques. À l'intérieur, se trouvent plusieurs beaux retables ; celui de la chapelle principale est de style néoclassique. Son chœur montre de riches pierres de taille et un pupitre(facistol).[réf. nécessaire]
Chapelle de la Vierge
Située en périphérie, elle est dédiée à la Vierge des Douleurs. Madoz la signale au milieu du XIXe siècle. Son architecture est très éclectisme, avec un mélange de motifs néoclassiques et néo-gothiques et des éléments typiques de l'architecture populaire. Elle est le but d'un pèlerinage le dernier dimanche de mai.[réf. nécessaire]
Site archéologique du Cerro de la Botinera
Le site du Cerro de la Botinera est situé sur une petite colline près du versant est de la Sierra de Líjar, à environ 4 km d'Algodonales en direction d'Olvera vers le nord-est. Ce site est celui d'une colonie de la période ibéro-romaine (IIe siècle av. J.-C.). C.-II d. C.), daté par des fragments de céramique ibérique et romaine, ainsi que par les vestiges de structures dispersées sur leurs pentes et leur sommet.[réf. nécessaire]
Les moulins à main pour moudre le blé ont été découverts près d'un pied de barrage pétrolier[Quoi ?][réf. nécessaire] ; ils sont une indication de l'exploitation de la terre, marquant l'importance des céréales et un complément à l'olivier.
Les deux principaux vestiges de constructions sont des citernes à eau de l'époque romaine, qui stockaient l'eau de pluie. Les vestiges de murs de l'opus incertum et de l'opus signinum sont conservés, qui faisaient partie du toit voûté. Une maison du début du XXe siècle a réutilisé le mur de l'une d'entre elles.[réf. nécessaire]
Fontaines publiques et lavoir
Elles ont été fabriquées au XIXe siècle et sont distribuées dans différentes parties du centre urbain ; au centre ville, dans la rue Fuente, se trouve le "Fuente del Algarrobo" et le lavoir. Sur l'Avenida Fuente Alta se trouve la fontaine du même nom. L'eau est une ressource très abondante dans la localité. Le dictionnaire Madoz, ouvrage du XIXe siècle, faisait allusion aux 12 sources d'eau douce et pérenne par lesquelles le liquide émerge des cours souterrains des montagnes : La Higuera, Algarrobo, Alta, Higuereta, Cabeza, Chorrito, San José, Dornajo, Cristóbal Gómez, Zapata, Muela et Viboras